# Маленька Вірменія

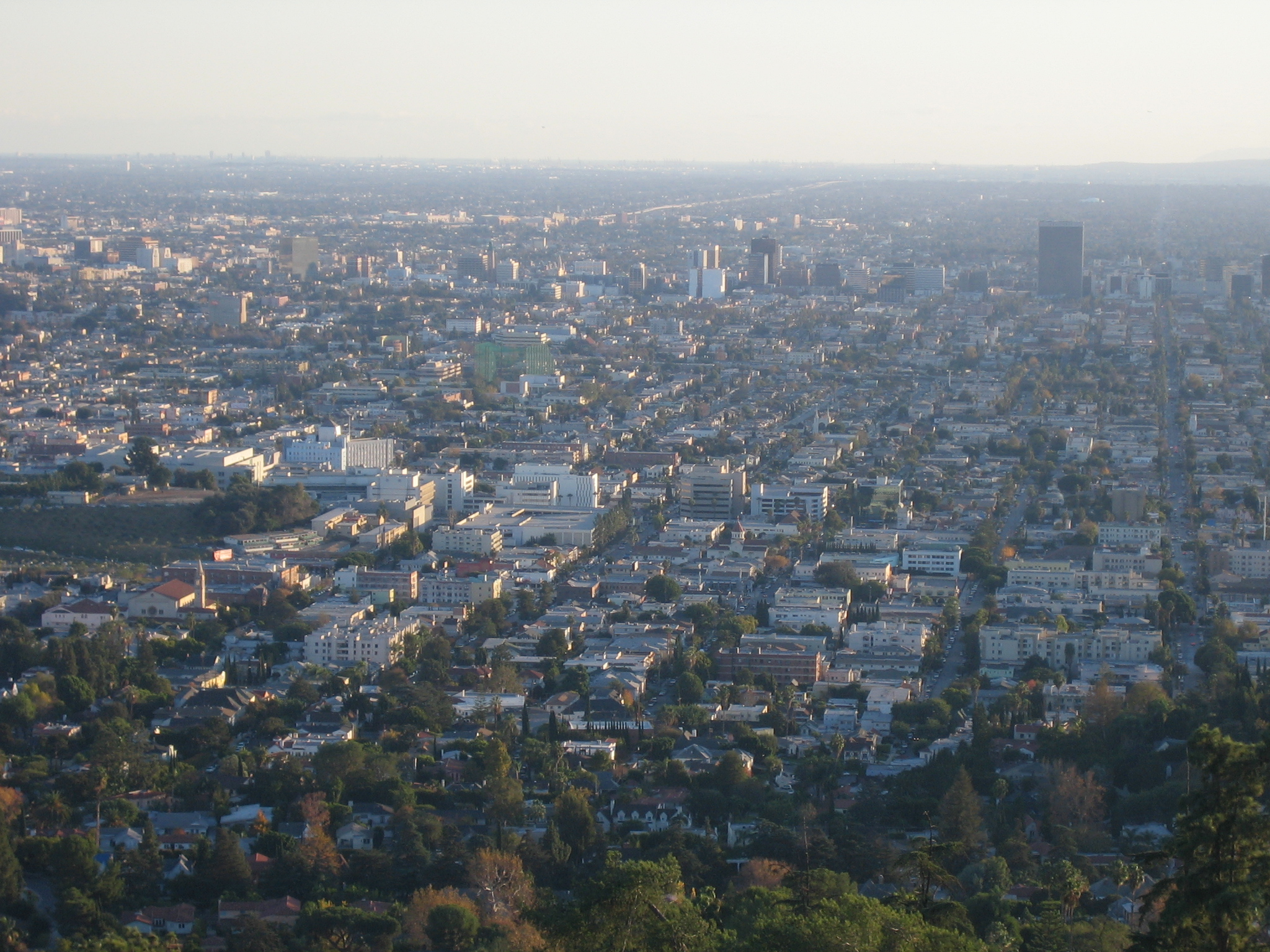
Маленька Вірменія, фото з Гриффінської Обсерваторії

Мале́нька Вірме́нія (англ. Little Armenia) — община, яка є частиною Голлівуд у Лос-Анджелесі, штат Каліфорнія. Вона знаходиться в зоні, яка називається Східний Голлівуд. Область обслуговування метро Red Line у голлівуді / Західної станції.

## Розміщення
Маленька Вірменія у міській раді Лос-Анджелесу визначена, як «площа, яка обмежена з півночі бульваром Голлівуд між 101 та шосе Вермонт-авеню, на сході Вермонт-авеню з бульвару Голлівуд Санта-Моніки бульвар, на півдні санта-Моніка бульвар Вермонт-авеню між США та 101 маршрутом, на заході по маршруту 101 з Санта-Моніки бульвар на Голлівуд бульвар» (Прийнято 6 жовтня 2000 року). Крім цього, район значною мірою перекривається з Тайським містом.

## Історія
Назва «Маленька Вірменія» походить від великої концентрації вірменів, які проживають у цьому районі, а також через велику кількість вірменських крамниць і підприємств, багато з яких функціонували там на початку 1970-х років.
У районі знаходиться Вірменська апостольська церква Св. Карапета на авеню Александрія і яка є місцем молитов для більшості вірменів які проживають у Голлівуді. Церква була збудована у 1978 році. Вона розміщена перед Вірменською школою Роуз та Алекс Пілібос, (англ. Rose and Alex Pilibos Armenian School).
Громадський парк Вірменії є парком мистецтва «Барнсдолл», в якому розміщений музей та архітектурна пам'ятка Лос-Анджелеса — «Голлігок-гаус», (англ. Hollyhock House), спроектований Френком Ллойдом Райтом та побудованим у 1919–1921 роках. Парк розміщений на невеликій, але мальовничій Олів-Хілл, був переданий у подарунок місту Лос-Анджелесу, Аліною Барнсдолл.
Багато романів, оповідань та віршів Чарльза Буковскі, уродженця Східного Голлівуду, були написані саме тут.
Одна з головних подій, які відбуваються у «Маленькій Вірменії» кожний рік 24 квітня — це акції підтримки визнання Геноциду вірменів у Османській Туреччині у 1915 році. Акції супроводжуються мітингами, флеш-мобами, автопробігами тощо.
Сьогодні через високі ціни на нерухомість у Лос-Анджелесі загалом, у районі Маленька Вірменія та Східному Голлівуді ціни на житло вищі, ніж у інших частинах міста і в цілому окрузі Лос-Анджелес.

## Фотогалерея

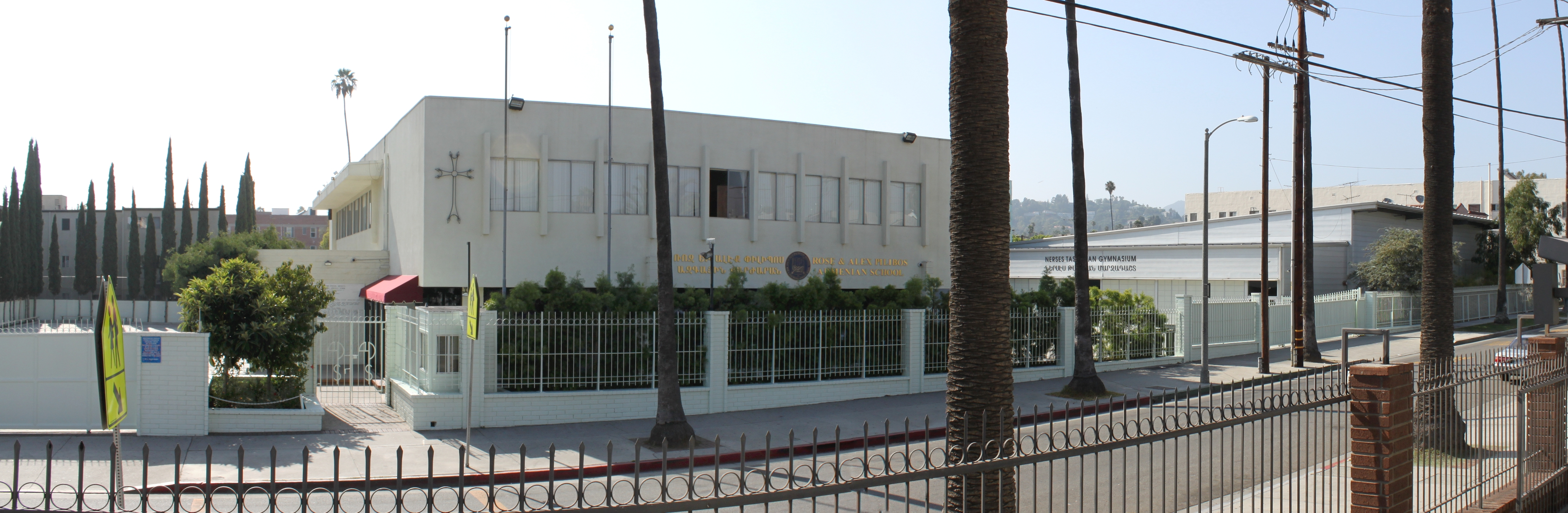
Вірменська школа Роуз та Алекс Пілібос
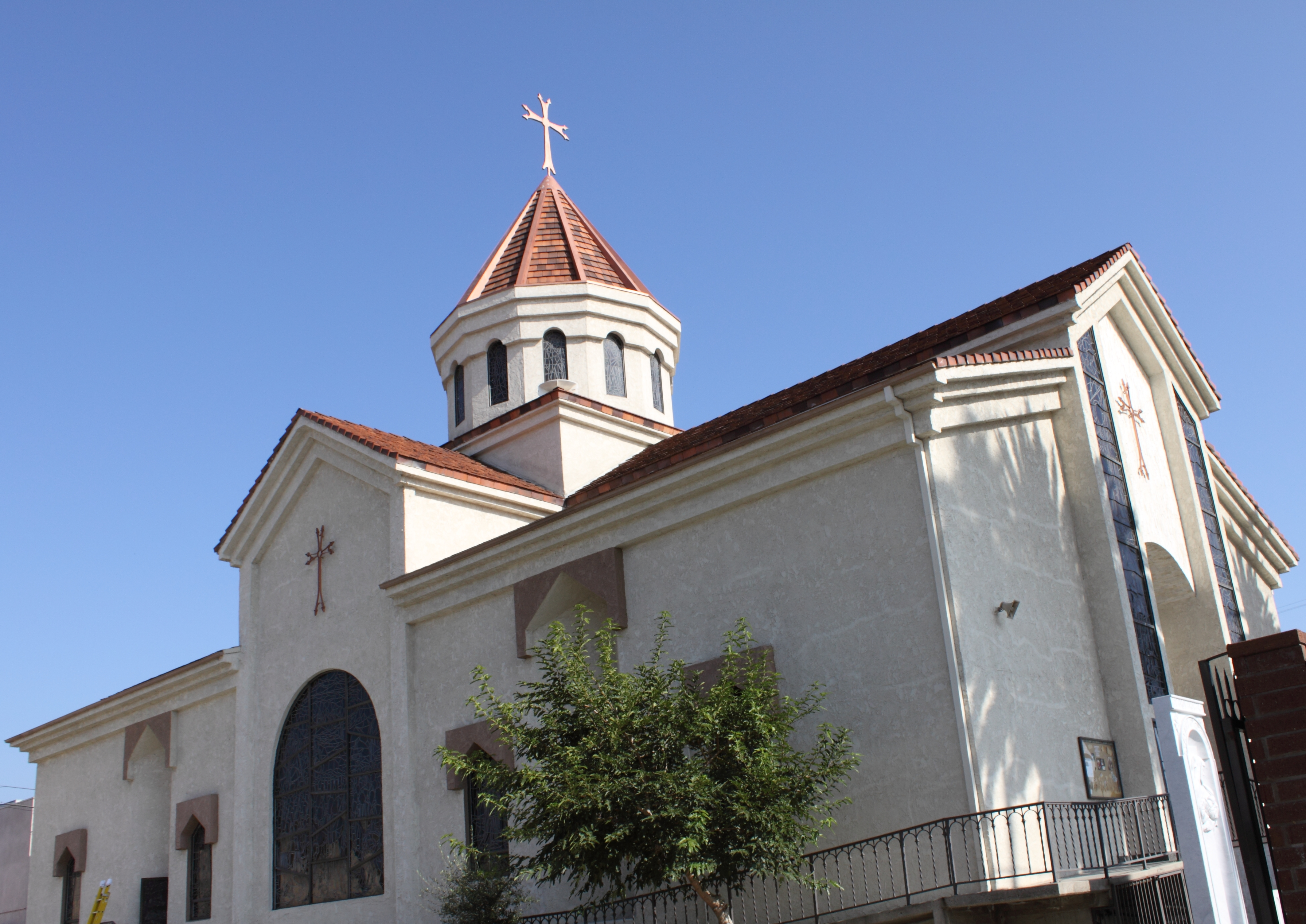
Церква Св. Карапета